# Ruta Estatal de California 189
La Ruta Estatal de California 189, y abreviada SR 189 (en inglés: California State Route 189) es una carretera estatal estadounidense ubicada en el estado de California. La carretera inicia en el Oeste desde la SR 18     cerca de Crestline en sentido Este hasta finalizar en la SR 173     cerca de Lake Arrowhead. La carretera tiene una longitud de 9 km (5.565 mi).

## Mantenimiento
Al igual que las autopistas interestatales, y las rutas federales y el resto de carreteras estatales, la Ruta Estatal de California 189 es administrada y mantenida por el Departamento de Transporte de California por sus siglas en inglés Caltrans.

## Cruces
Toda la ruta se encuentra dentro del condado de San Bernardino.
| Localidad | Miliario | Destinos                                    | Notas |
| --- | -------- | ------------------------------------------- | ----- |
| | 0.00     | SR 18 / Lake Gregory Drive – San Bernardino |       |
| | 3.09     | Daley Canyon Road – Big Bear City           |       |
| Lake Arrowhead | 5.57     | SR 173                                      |       |
| 1.000 mi = 1.609 km; 1.000 km = 0.621 mi Cerrada/Antigua • Terminal concurrente • Acceso incompleto • Propuesta/Sin abrir |          |                                             |       |